# Thomas McDonell

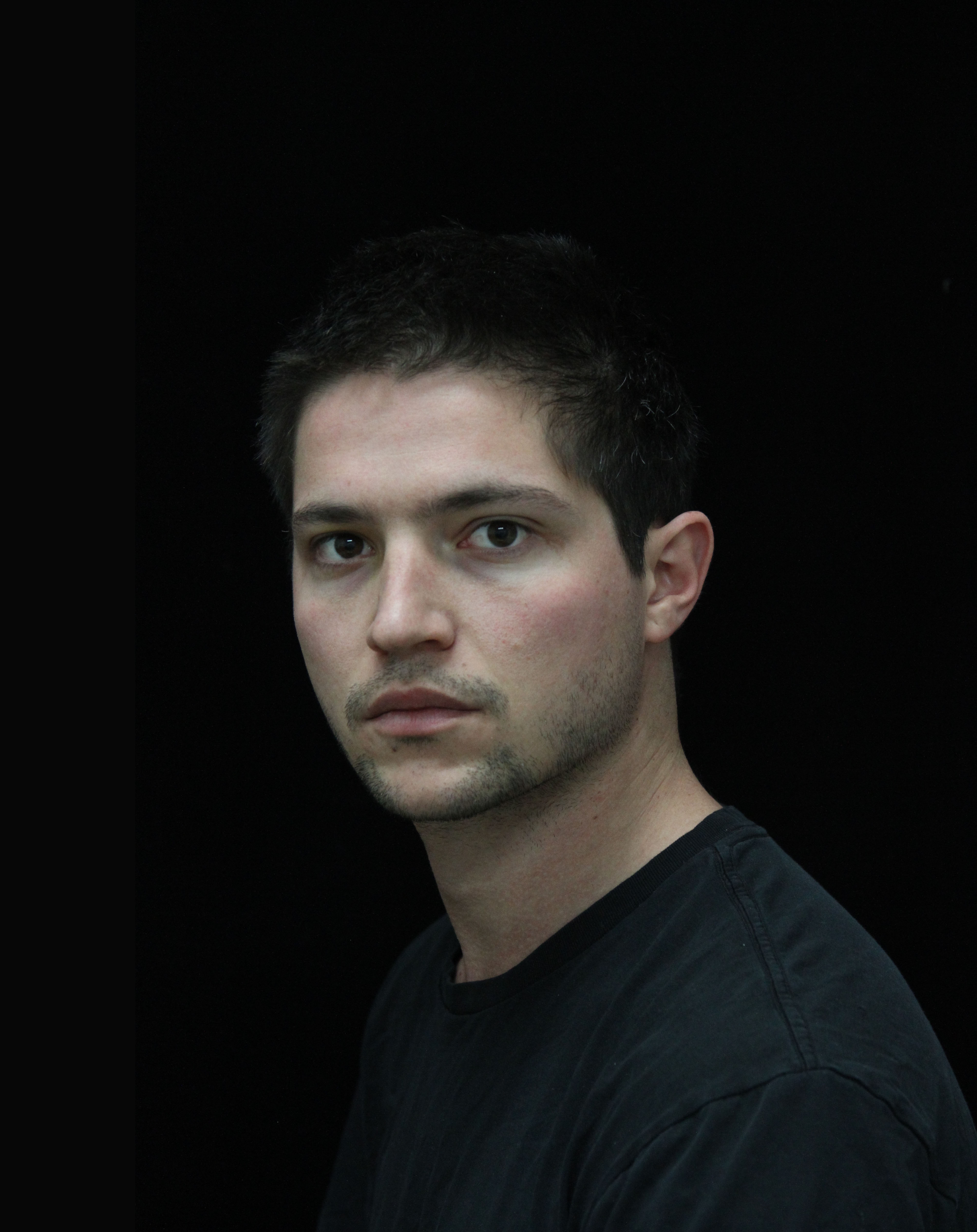
Thomas McDonell

Thomas Hunter Campbell McDonell född 2 maj 1986 i New York, är en amerikansk skådespelare, musiker och modell. Han tog examen från New York University. 
McDonell medverkar tillsammans med Eliza Taylor i den amerikanska TV-serien The 100. Han medverkar även i andra filmer som The Forbidden Kingdom, Prom och Fun Size.  
McDonell är bror till författaren och journalisten Nick McDonell som bland annat skrivit romanen "Twelve" som senare blivit film i vilken Thomas McDonell medverkat i.   
Han är sångare och gitarrist i bandet "Moon".

## Filmografi
| År   | Titel                 | Roll           |
| ---- | --------------------- | -------------- |
| 2008 | The Forbidden Kingdom | Ung Southie    |
| 2010 | Twelve                | Killen i slips |
| 2011 | Prom                  | Jesse Richter  |
| 2012 | Fun Size              | Aaron Riley    |
| 2014 | Life After Beth       | Dan            |
| 2014 | The Devil's Hand      | Trevor         |
| 2014 | The 100               | Finn Collins   |